# Dasypogon tsacasi
Dasypogon tsacasi är en tvåvingeart som beskrevs av Weinberg 1991. Dasypogon tsacasi ingår i släktet Dasypogon och familjen rovflugor.
Artens utbredningsområde är Grekland. Inga underarter finns listade i Catalogue of Life.